# Kaltwasserkarspitze
Kaltwasserkarspitze – szczyt w paśmie Karwendel, w Alpach Wschodnich. Leży w Austrii, w kraju związkowym Tyrol, przy granicy z Niemcami. Na szczyt można dotrzeć drogą ze schroniska Karwendelhaus.
Pierwszego wejścia, 15 sierpnia 1870 r., dokonał Hermann von Barth.